# Atletica leggera ai Giochi della XVIII Olimpiade - Getto del peso femminile

Video della Finale (film ufficiale dei Giochi)

La competizione del getto del peso femminile di atletica leggera ai Giochi della XVIII Olimpiade si è disputata il giorno 20 ottobre 1964 allo Stadio Nazionale di Tokyo.

## L'eccellenza mondiale
| Camp.ssa olimpica 1960 | 17,32      | Tamara Press | Presente |
| Primatista mondiale    | 18,55 1962 | Tamara Press | Presente |
| Camp.ssa europea 1962  | 18,55      | Tamara Press | Presente |

1. ↑  Realizzato ancora prima degli Europei, il 10 giugno a Lipsia, poi eguagliato nella competizione continentale.

## Risultati

### Turno eliminatorio
Qualificazione15,00 m
| Pos. | Atleta                | Nazione          | Lanci | Lanci | Lanci | Misura |
| Pos. | Atleta                | Nazione          | 1°    | 2°    | 3°    | Misura |
| ---- | --------------------- | ---------------- | ----- | ----- | ----- | ------ |
| 1    | Tamara Press          | Unione Sovietica | 16,57 | -     | -     | 16,57  |
| 2    | Valerie Sloper        | Nuova Zelanda    | 16,40 | -     | -     | 16,40  |
| 3    | Renate Garisch        | Germania         | 16,32 | -     | -     | 16,32  |
| 4    | Irina Press           | Unione Sovietica | 15,67 | -     | -     | 15,67  |
| 5    | Margitta Gummel       | Germania         | 15,61 | -     | -     | 15,61  |
| 6    | Judit Bognár          | Ungheria         | 14,44 | 15,52 | -     | 15,52  |
| 7    | Earlene Brown         | Stati Uniti      | 13,84 | 14,67 | 15,44 | 15,44  |
| 8    | Johanna Lüttge        | Germania         | 15,38 | -     | -     | 15,38  |
| 9    | Ana Maria Sălăjan     | Romania          | 15,31 | -     | -     | 15,31  |
| 10   | Ivanka Hristova       | Bulgaria         | 15,24 | -     | -     | 15,24  |
| 11   | Galina Zybina         | Unione Sovietica | 15,17 | -     | -     | 15,17  |
| 12   | Nancy McCredie        | Canada           | 15,10 | -     | -     | 15,10  |
| 13   | Jolán Kleiber-Kontsek | Ungheria         | 14,48 | 14,39 | 14,52 | 14,52  |
| 14   | Mary Peters           | Gran Bretagna    | 13,44 | n     | 14,46 | 14,46  |
| 15   | Seiko Obonai          | Giappone         | 13,70 | 13,47 | 12,70 | 13,70  |
| 16   | Juliette Geverkof     | Iran             | n     | 8,79  | 9,17  | 9,17   |

### Finale
Tamara Press, campionessa olimpica ed europea in carica, nonché primatista mondiale, è la vincitrice annunciata.

La sovietica sale al comando fin dal primo turno con 17,51 (è già il nuovo record olimpico) davanti a Renate Garisch (17,41) e Galina Zybina (17,38). Al secondo lancio aumenta il suo vantaggio con 17,72, mentre le altre non migliorano. Al terzo turno la Zybina si porta al secondo posto con 17,45. Risponde la Garisch al quarto lancio: con 17,61 ristabilisce le distanze e si porta a soli 9 cm dalla vetta.

La Press vuole chiudere la gara, non ci riesce al quinto turno per un nullo, ma al sesto lancio piazza una botta a 18,14, unica finalista a superare i 18 metri.

Tamara Press si ritirerà dopo gli Europei del 1966.
| Pos.    | Atleta            | Età | Nazione          | Lanci | Lanci | Lanci | Lanci           | Lanci           | Lanci           | Misura |
| Pos.    | Atleta            | Età | Nazione          | 1°    | 2°    | 3°    | 4°              | 5°              | 6°              | Misura |
| ------- | ----------------- | --- | ---------------- | ----- | ----- | ----- | --------------- | --------------- | --------------- | ------ |
| Oro     | Tamara Press      | 27  | Unione Sovietica | 17,51 | 17,72 | 17,18 | 16,49           | n               | 18,14           | 18,14  |
| Argento | Renate Garisch    | 25  | Germania         | 17,41 | 17,10 | 16,38 | 17,61           | 17,00           | 17,01           | 17,61  |
| Bronzo  | Galina Zybina     | 33  | Unione Sovietica | 17,38 | 17,25 | 17,45 | 17,42           | 16,65           | 17,36           | 17,45  |
| 4       | Valerie Sloper    | 27  | Nuova Zelanda    | 17,08 | 15,84 | 16,81 | 17,26           | 17,24           | 17,23           | 17,26  |
| 5       | Margitta Gummel   | 23  | Germania         | 16,67 | 15,87 | n     | 16,60           | 16,91           | 16,34           | 16,91  |
| 6       | Irina Press       | 25  | Unione Sovietica | n     | 16,50 | n     | 15,81           | 15,78           | 16,71           | 16,71  |
| 7       | Nancy McCredie    | 19  | Canada           | 15,89 | 15,13 | 15,27 | Non qualificati | Non qualificati | Non qualificati | 15,89  |
| 8       | Ana Maria Sălăjan | 27  | Romania          | 15,79 | 15,83 | 15,70 | Non qualificati | Non qualificati | Non qualificati | 15,83  |
| 9       | Johanna Lüttge    | 28  | Germania         | 15,77 | n     | n     | Non qualificati | Non qualificati | Non qualificati | 15,77  |
| 10      | Ivanka Hristova   | 23  | Bulgaria         | 15,69 | n     | 15,35 | Non qualificati | Non qualificati | Non qualificati | 15,69  |
| 11      | Judit Bognár      | 25  | Ungheria         | 15,65 | n     | n     | Non qualificati | Non qualificati | Non qualificati | 15,65  |
| 12      | Earlene Brown     | 29  | Stati Uniti      | 14,25 | 13,43 | 14,80 | Non qualificati | Non qualificati | Non qualificati | 14,80  |